# リバプール・ジョン・レノン空港
リバプール・ジョン・レノン空港 (Liverpool John Lennon Airport) は、イギリスのリバプールにある空港である。
かつては「スピーク空港（Speke Airport） 」という名称であったが、リバプール出身のアーティストジョン・レノンを称えて、2002年「リバプール・ジョン・レノン空港」という名称に変わった。空港内にはジョン・レノンの銅像が建つ。また空港のロゴには、彼の曲である「イマジン」の歌詞の一節“above us only sky”が使われており、この歌詞は空港の屋根にも書かれている。
ヨーロッパの空港の中でも格安航空会社の乗り入れによって発展している空港の一つであり、1998年から2007年の間に乗客数は約7倍になっている。

## 就航路線
- ダブリン
- アムステルダム
- バルセロナ
- バーゼル・ミュールーズ

- ベルファスト
- ベルリン (シェーネフェルト)
- ケルン
- ジュネーヴ

- マドリード
- パリ
- ロッテルダム
- ブリュッセル

- ルクセンブルク
- ロンドン (ガトウィック)